# Torsten Fließbach
Torsten Fließbach (* 30. Januar 1944 in Lauenburg i. Pom., Regierungsbezirk Köslin) ist ein deutscher Hochschullehrer für Theoretische Physik.

## Leben
Nach dem Abitur in München 1963 studierte Fließbach an der Technischen Universität München Physik. Dabei war er Stipendiat der Studienstiftung des Deutschen Volkes. Das Diplom erlangte er 1968. 1971 wurde Fließbach mit einer Arbeit über das optische Potential und die Dichteverteilung für die elastische Streuung schwerer Ionen   an der Technischen Universität München promoviert. Es folgte ein Forschungsaufenthalt am Lawrence Berkeley National Laboratory in Berkeley (USA) mit einem Stipendium der Deutschen Forschungsgemeinschaft. 1977 habilitierte Torsten Fließbach mit einer Forschungsarbeit über den Einfluss der Kernstruktur auf den Alphazerfall und Alphatransfer. 1979 erhielt er einen Ruf als Professor für theoretische Physik an die Universität Siegen; 2009 wurde er emeritiert.
Torsten Fließbach ist verheiratet und hat zwei Söhne. Der Jurist Wilhelm Fließbach und der Übersetzer Holger Fliessbach waren sein Vater und sein Bruder.

## Lehrbücher
Fließbach ist bekannt als Verfasser einer Lehrbuchreihe zur theoretischen Physik:
- Theoretische Physik I bis IV, Springer Spektrum Verlag:
  - Mechanik. 8. Auflage, 2020
  - Elektrodynamik. 7. Auflage, 2022
  - Quantenmechanik. 6. Auflage, 2018
  - Statistische Physik. 6. Auflage, 2018, ISBN 978-3-662-58032-5.
- Allgemeine Relativitätstheorie. 7. Auflage, 2016
- Arbeitsbuch zur Theoretischen Physik, mit Hans Walliser, 4. Auflage, 2020
- Die relativistische Masse. 1. Auflage, 2018